# Made In Hong Kong
Made In Hong Kong (Originaltitel chinesisch 香港製造 / 香港制造, Pinyin Xiānggǎng zhìzào, Jyutping Hoeng1gong2 zai3zou6 – „in Hongkong produziert“) ist ein Low-Budget-Film aus Hongkong, der wenige Monate nach der Übergabe der vormaligen Kronkolonie seine Premiere erlebte. Mit dem Werk erzielte der chinesische Independent-Regisseur Fruit Chan, der auch das Drehbuch schrieb, erstmals größere Aufmerksamkeit.

## Handlung
Der Film zeichnet die tragischen und gescheiterten Lebenswege einer desillusionierten Jugend in Hongkong in der Übergangsphase nach.
Zum Auftakt des Films begeht eine Schülerin, die zwei blutbefleckte Briefe hinterlässt, Suizid. Dazu spricht Autumn Moon, der den Mittelpunkt des Films bildet, aus dem Off. Moon ist ein Schulabbrecher und Nachwuchsgangster, der Groll gegen seinen abwesenden Vater und dessen neue Partnerin aus China hegt. Er ist mit dem geistig behinderten Sylvester befreundet und entwickelt zarte Gefühle für die schwerkranke Ping, die eine Nierentransplantation benötigt. Zudem verbringt er seine Zeit damit, Basketball zu spielen und Schulden für die örtliche Triade einzusammeln. Auch wenn er von der Selbststilisierung als „Erlösers“ bzw. „Held“ vergleichsweise weit entfernt ist und sich in seinem Handeln Inkonsistenzen und Heucheleien zeigen, will er Pings Problem lösen.

## Hintergrund
Der Film wurde sehr kosteneffizient umgesetzt: Zum Einsatz kamen übriggebliebene Filmrollen und Laienschauspieler. Die Filmreste sollen ihr Haltbarkeitsdatum teilweise bereits um sieben Jahre überschritten haben. Die verantwortliche Produktionsgesellschaft war Focus Group Holdings von Andy Lau.
Ein Großteil des Films spielt in geförderten Wohnprojekten, die Chan aufgrund der hohen Bevölkerungsdichte der Region als „typisches Ding für Hongkong“ ansieht. Aus Sicht des Regisseurs kann der Film sowohl als Reaktion auf die Übergabe der britischen Kronkolonie an die Volksrepublik China als auch als Charakterdrama betrachtet werden kann, das den Lebensstil vieler junger Menschen in Hongkong widerspiegele.
20 Jahre nach der Erstaufführung wurde der Film nach einer technischen Überarbeitung noch einmal im 4K-Format in den Kinos in Hongkong gezeigt.

## Rezeption
Trotz der kleinen Produktion, des niedrigen Budgets erreichte der Film einen Kinoumsatz von 2 Mio. HKD und gewann eine Reihe von Auszeichnungen. Der US-amerikanische Aggregatoren Rotten Tomatoes erfasst 100 % wohlwollende Besprechungen und ordnet den Film dementsprechend als „Frisch“ ein.
Beim Locarno Festival gewann der Film den Spezialpreis der Jury, dazu erhielt er Auszeichnungen in Grand Prix in Gijon und beim Grand Prix in Nantes. Beim Hong Kong Film Award, bei dem im ersten Anlauf formal die Teilnahme verweigert wurde, gab es zwei Auszeichnungen: als bester Film und als Bester Regisseur. Auch beim Golden Horse Film Festival in Taiwan gab es für Fruit Chan die Auszeichnung als Bester Regisseur. Zudem erhielt der Film einen Preis beim Busan International Film Festival.
Der Film war Hongkongs Einreichung für den besten fremdsprachigen Film bei der Oscarverleihung 1999, wurde jedoch nicht nominiert.

## Anspielungen
Regisseur Fruit Chan hat in dem Film mehrere Verweise auf Léon – Der Profi platziert. So hängt im Moons Schlafzimmer ein Leon-Filmposter, er imitiert häufiger dessen Waffenhaltung und hört dabei an einer Stelle auch Filmsoundtrack.